# Sehnsucht
Sehnsucht (oversat til "længsel" eller nogle gange "sult") er det andet album fra Rammstein der blev udgivet i 1997.

## Numre
1. "Sehnsucht" ("længsel") – 04:04
2. "Engel" ("Engel") – 04:24
3. "Tier" ("Dyr") – 03:46
4. "Bestrafe mich" ("Straf mig") – 03:36
5. "Du hast" ("Du har") – 03:54
6. "Bück dich" ("Buk dig") – 03:21
7. "Spiel mit mir" ("Leg med mig") – 04:45
8. "Klavier" ("Klaver") – 04:22
9. "Alter Mann" ("Gamle mand") – 04:22
10. "Eifersucht" ("Jalousi") – 03:35
11. "Küss mich (Fellfrosch)" ("Kys mig") – 03:30

## Tilhørende singler

### Engel
Engel er 2. single fra Rammsteins andet album Sehnsucht.
1. [04:23] Engel
2. [04:02] Sehnsucht
3. [03:41] Rammstein – (Eskimos & Egypt Radio Edit)
4. [03:27] Rammstein – (Eskimos & Egypt Instrumental Edit)
5. [04:25] Rammstein (Original)

Den blev også udsendt i en fanversion under navnet Engel Fan-Edition som de 5. single i alt.
1. [04:34] Engel (Extended Version)
2. [04:47] Feuerräder (Live Demo Version 1994)
3. [05:41] Wilder Wein (Demo Version 1994)
4. [03:27] Rammstein (Eskimos & Egypt Instumental Edit)

### Du hast
Du Hast er en sang fra det tyske metal-band, Rammstein. Sangen er et af deres mest kendte, og mest hurtige og hårde heavy-metal-numre. Sangens voldsomme guitarrif er blevet brugt meget til at præsentere folk på spændende måder, ligesom numre som Eye Of The Tiger, bestemt til ting med voldsomme ting. På scenen, skyder Till Lindemann en ildfugl ud mod publikum. Den findes på albummet Sehnsucht, og der findes en musikvideo til nummeret. Nummeret handler om et bryllup, hvor manden siger nej til at giftes med bruden. Tysk du hast (dansk du har) kan misforstås som du hasst, (dansk du hader). Sangen er blevet meget forvekslet[kilde mangler] med Ministrys "Just One Fix".
Indeholder:
1. [03:54] Du hast
2. [03:21] Bück dich
3. [06:44] Du hast (Jakob Hellner remix)
4. [05:24] Du hast (Clawfinger remix)

### Bück dich
Bück dich er en sang fra Rammstein. Oversat fra tysk til dansk betyder det "Bøj dig forover", og der ligger perverse undertoner i det. Når Rammstein spiller Bück Dich live laver Till Lindemann og Christian "Flake" Lorenz som regel et dildo-show foran publikum. Dette er dog censureret på Live aus Berlin-dvd'en samt den censurerede VHS-version.
"Du Hast" var inspireret af Till Lindemanns forældres skilsmisse, da den handler om en mand og en dames forhold, som manden hemmeligt ikke gider. Når man når til omkvædet:
"Willst Du Bis Der Tot Euch Scheidet" og så videre, siges i bryllupper, men i stedet for at sige JA, siger han NEIN (Nej)